# Cesare Cesarino
Cesare Cesarino amb nom de naixement Cesare di Lorenzo Cesariano (Treviglio, circa 1460 - Milà, 1526), va ser un arquitecte, pintor i escriptor italià entre el Renaixement i el Manierisme.

## Biografia
Teòric de l'arquitectura a Milà, va conèixer a Donato Bramante, segons la vida de Bramante escrita per Giorgio Vasari, qui narra, una encara no provada, entrevista amb Cesarino: «Decidit [Bramante] a veure almenys alguna cosa notable, es va traslladar a Milà per conèixer la catedral, on es trobava un cert Cesare, reputat i bon geòmetra i arquitecte, que comentava a Vitruvi. Enfurismat per no tenir-hi la remuneració que ell mateix s'havia promès, Cesare es va tornar tan estrany que es va negar a treballar més, i convertit en un salvatge, en va morir més com una bèstia que com una persona.» 
A Cesare se'l recorda principalment com el primer traductor del tractat De architectura de Vitruvi a una llengua moderna (italià), amb el seu comentari afegit. Es va publicar amb el títol:

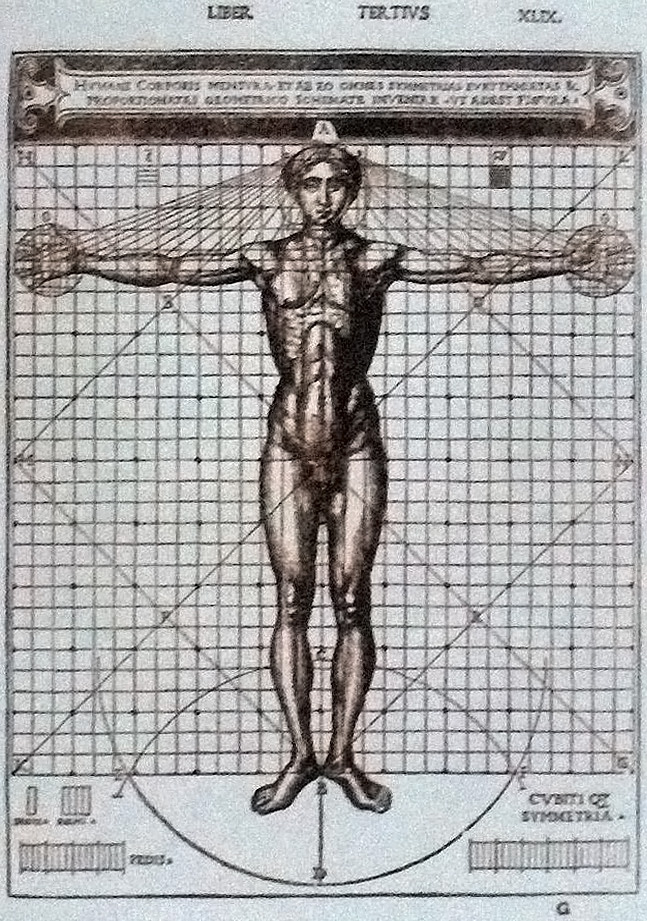
Homo ad circulum vitruvià, il·lustració de l'edició del Commento a Vitruvio de Cesare Cesariano (1521).

Di Lucio Vitruuio Pollione de architectura libri dece : traducti de latino in vulgare affigurati: commentati: & con mirando ordine insigniti: per il quale fácilmente potrai truare la multitudine de li abstrusi & reconditi voculabi a li soi loci & in epsa tabula con summo studio expositi & enucleati ad immensa utilimo studio expositi & enucleati ad immensa utilitate de ciascuno studioso & beniuolo di epsa opera. Es va editar, amb il·lustracions xilogràfiques copioses, a la ciutat de Como, el 1521. L'edició conté 360 pàgines i la tirada va assolir els 1300 exemplars. Va ser plagiat en breu a les edicions publicades a Venècia, però ambdues van ser superades per l'edició de Daniel Barbaro, amb il·lustracions d'Andrea Palladio, de 1556.
El llenguatge tècnic de Vitruvi estava infestat de dificultats. Leon Battista Alberti era de la idea que els llatins creien que Vitruvi escrivia en grec i els grecs, creien que ho feia en llatí. L'impenetrable del llatí vitrubià i la falta d'il·lustracions va donar la llibertat als dissenyadors del Renaixement, que van haver d'interpretar l'arquitectura de l'antiguitat partint d'aquest text, i amb això van crear l'arquitectura dels segles XV i XVI. Cesare és interessant per això, en aportar una idea clara de la percepció que els homes del Renaixement tenien de l'arquitectura de l'Antiguitat clàssica. De fet, l'esperit de la catedral gòtica tardana de Milà se'n pot reconèixer en alguns dels gravats a la fusta de Cesarino. Entre les seves il·lustracions està un intent de representar els preceptes de Vitruvi sobre les proporcions ideals de l'home, com ho faria també Leonardo da Vinci, en un cèlebre dibuix, i molts d'altres teòrics dels segles XV i XVI.
Les il·lustracions de Cesareo, encara que no tan influents com les de Sebastiano Serlio, van tenir alguna influència en el vocabulari pintoresc i classicista del manierisme nòrdic o manierisme d'Anvers.